# Michel Bouquet
Michel Bouquet (Paris, 6 de novembro de 1925 – Paris, 13 de abril de 2022) foi um ator francês.

## Morte
Bouquet morreu em Paris em 13 de abril de 2022, aos 96 anos.

## Ligações externas

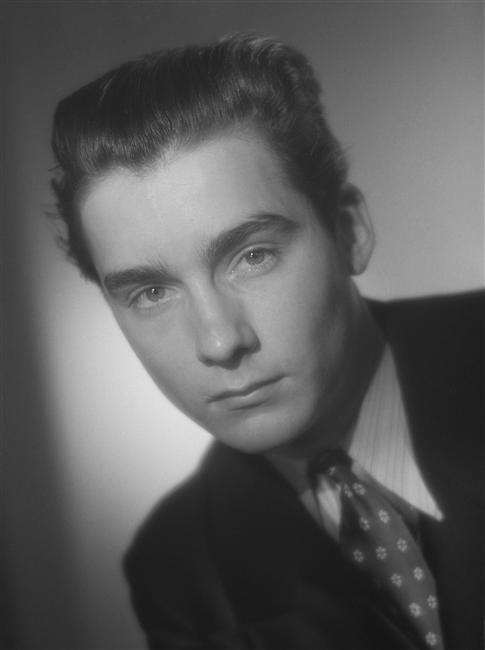
Michel Bouquet 1943. Foto: Studio Harcourt.